# Dorfkirche Schotterey

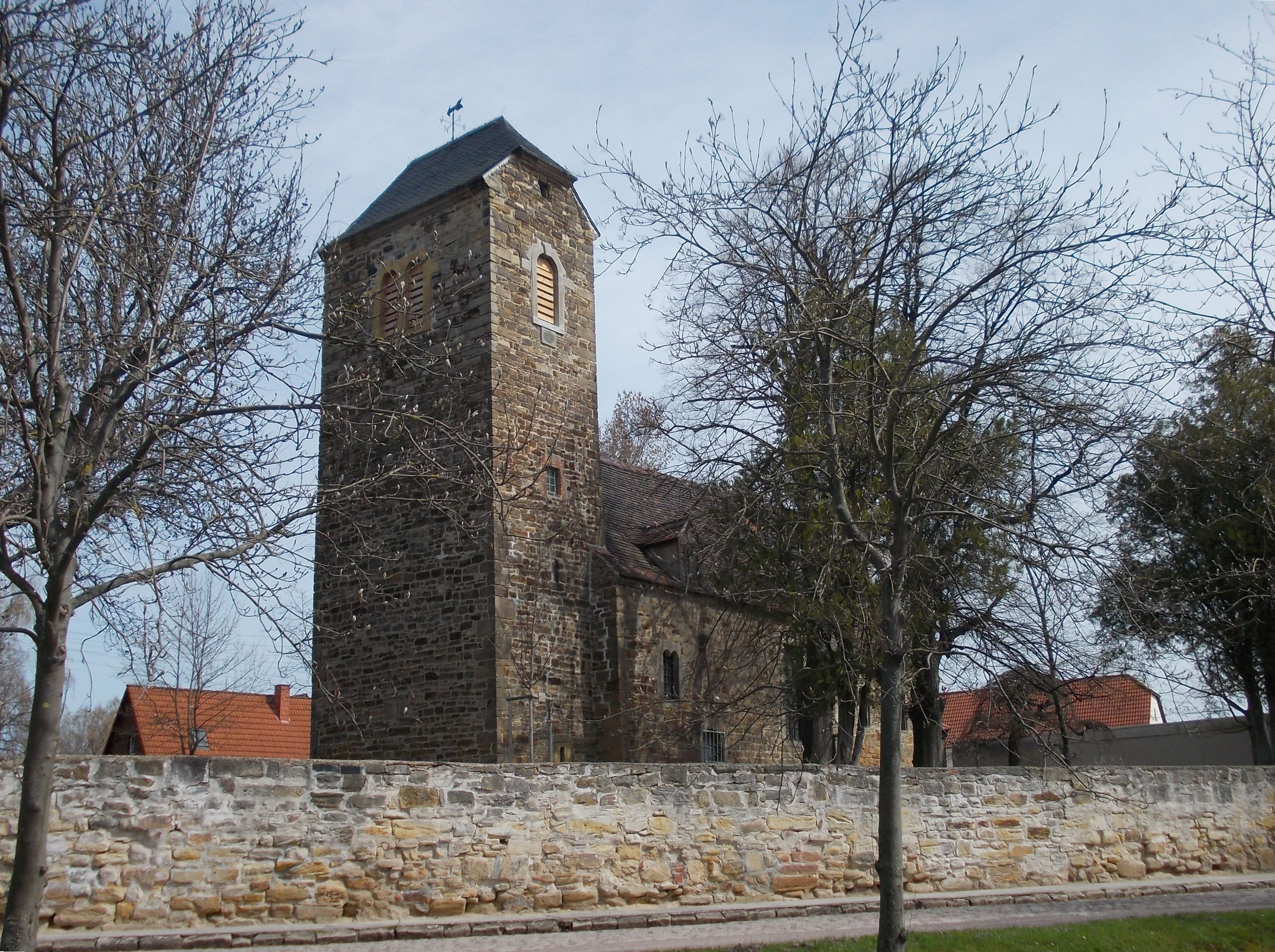
Dorfkirche von Schotterey

Die evangelische Dorfkirche Schotterey ist eine denkmalgeschützte Kirche im Ortsteil Schotterey der Stadt Bad Lauchstädt in Sachsen-Anhalt. Im örtlichen Denkmalverzeichnis ist sie unter der Erfassungsnummer 094 20674 als Baudenkmal verzeichnet.
Die Dorfkirche von Schotterey befindet sich unter der Adresse Schottereyer Straße 24. Das Patrozinium der Kirche ist nicht bekannt. Der Kirchturm und das Kirchenschiff wurden im Stil der Romanik erbaut, daher geht man von einer sehr alten Kirche aus. Der Dreißigjährige Krieg hat anscheinend keine starken Verwüstungen an der Kirche angerichtet, da sich keine der typischen Wiederherstellungsspuren an der Kirche finden. Ohne Umbauten blieb diese Kirche nicht, wie ein Inschriftenstein von 1489 zeigt.
Die Kirche steht auf einer kleinen Anhöhe im Ort und das Gelände ist mit einer zwei Meter hohen Mauer umgeben. Die Fläche um die Kirche ist der ehemalige Friedhof des Ortes, der nach dem Anlegen des neuen Friedhofs zur Rasenfläche wurde.
Seit 2012 bemüht sich der Förderverein zur Erhaltung der Kirche in Schotterey e.V. um die Sanierung des Denkmals. Auch eine Grundlagenschrift zu Baugeschichte der Kirche in Schotterey ist auf die Initiative des Vereins entstanden, aber noch nicht veröffentlicht.